# Влакнодайни култури
Влакнодайните култури се отглеждат за добиване на влакна. Влакна при различните култури се добиват от различни органи:
- от плода – при памука и кокосовата палма;
- от стъблата – при лена, конопа и др.;
- от листата – при текстилната бананова палма, новозеландския лен и др.

В България влакнодайните култури се отглеждат на ограничена площ, която през 80-те години на 20 в. достигат около 240 хил. декара (0,6 % от посевната площ в страна), а през следващите години драстично намаляват.
В България като влакнодайни се отглеждат: памук, лен (отглежда се и като маслодайна), коноп.

## Обратно към
- Технически култури